# Ойоно-Мбиа, Гийом
Гийом Ойоно́-Мбиа́ (2 марта 1939 — 10 апреля 2021) — камерунский писатель, драматург и новеллист.

## Биография
Родился в Мвутесси II, районе муниципалитета Зётеле в Южном регионе Камеруна. Образование получал в евангелическом коллеже в Либамбе, а затем продолжил в Великобритании. Был преподавателем английского языка в университете Яунде.

## Творчество
Представитель просветительского направления камерунской литературы, Ойоно-Мбиа получил известность как автор социально-бытовых комедий. В частности, он создал сатирическую трилогию о нравах жителей родной деревни: «Три жениха… один муж» («Три претендента, один муж», 1964), «До новых писем» («До следующего уведомления», 1970), «Наша дочь не выйдет замуж!» (1971). Первая из этих комедий получила признание не только в Африке: она шла на сценах Великобритании и Франции, где её ставил камерунский актёр Амбруаз Мбиа.
Достижением камерунской новеллистики считаются три сборника автора под общим названием «Летопись Мвутесси» (1971—1972). Признанный юморист и сатирик, Ойоно-Мбиа высмеивал не только гнёт архаических традиций, но и новые буржуазные отношения, чиновников и коммерсантов.

## Признание
В январе 1970 года он стал первым лауреатом государственной премии Камеруна за комедию «Три претендента, один муж». Автор также получил первую премию на Всеафриканском конкурсе Лондонского радио. За всю свою работу он был удостоен Гран-при меценатов на Гран-при литературных союзов в 2014 году.

## Русский перевод
- Р. Филомбе, Ф. Бебей, Гийом Ойоно-Мбиа. Маленькая станция (Рассказы камерунских писателей). — М., 1978.